# Marcus Lantz
Pour les articles homonymes, voir Lantz (homonymie).
Marcus Lantz, né le 23 octobre 1975 à Bromölla (Suède), est un ancien footballeur suédois, qui évoluait au poste de milieu.

## Parcours de joueur
- 1993-déc. 1993 : IFÖ Bromölla IF
- jan. 1994-1999 : Helsingborgs IF
- 1999-nov. 1999 : Torino
- nov. 1999-2005 : Hansa Rostock
- 2005-sep. 2007 : Brøndby
- sep. 2007-déc. 2010 : Helsingborgs IF
- jan. 2011-nov. 2012 : Landskrona BoIS

## Palmarès

### En équipe nationale
- 6 sélections et 0 but avec l'équipe de Suède entre 1998 et 2010.

### Avec Helsingborgs IF
- Vainqueur du Championnat de Suède de football en 1999.
- Vainqueur de la Coupe de Suède de football en 1998 et 2010.

## Parcours d'entraîneur
- 2013-aout 2017 :  Örgryte IS